# NK Ankerkader 45/2 Ereklasse 1929-1930
Het Nederlands kampioenschap in de biljartdiscipline Ankerkader 45/2 in het seizoen 1929-1930 werd gespeeld van 10 tot en met 13 april 1930 in Den Haag. Jan Dommering behaalde de titel.

## Eindstand
| RANG   | SPELER          | GESP   | PP     | CAR | BRT | MOY   | PMOY  | HS  |
| ------ | --------------- | ------ | ------ | --- | --- | ----- | ----- | --- |
|        | Jan Dommering   | 7      | 12     | -   | -   | 17,83 | 57,14 | 210 |
|        | Jan Wiemers     | 7      | 12     | -   | -   | 14,38 | 28,57 | 101 |
|        | Nelis van Vliet | 7      | 8      | -   | -   | 16,50 | 28,57 | 150 |
| 4      | Lou Gehrels     | 7      | 8      | -   | -   | 10,52 | 13,79 | 69  |
| 5      | Tjoa Sie Lian   | 7      | 6      | -   | -   | 11,56 | 16,00 | 86  |
| 6      | Sijmen Cremer   | 7      | 4      | -   | -   | 9,77  | 11,42 | 60  |
| 7      | Piet de Leeuw   | 7      | 4      | -   | -   | 9,49  | 16,66 | 82  |
| 8      | Max Theeboom    | 7      | 2      | -   | -   | 9,48  | 13,79 | 64  |
| TOTAAL | TOTAAL          | TOTAAL | TOTAAL | -   | -   | 12,08 | 57,14 | 210 |

Arnhem 1912-1913 · 
Leeuwarden 1913-1914 ·
Amsterdam 1914-1915 ·
Den Haag 1915-1916 ·
Groningen 1916-1917 ·
Amsterdam 1917-1918 ·
Arnhem 1918-1919 ·
Leeuwarden 1919-1920 ·
Den Haag 1920-1921 ·
Groningen 1921-1922 ·
Amsterdam 1922-1923 · 
Amsterdam 1923-1924 ·
Rotterdam 1924-1925 ·
Amsterdam 1925-1926 ·
Haarlem 1926-1927 ·
Utrecht 1927-1928 ·
Rotterdam 1928-1929 ·
Den Haag 1929-1930 ·
Leeuwarden 1930-1931 ·
Utrecht 1931-1932 ·
Amsterdam 1932-1933 ·
Amsterdam 1933-1934 ·
Amsterdam 1934-1935 · 
Utrecht 1935-1936 ·
Arnhem 1936-1937 ·
Den Haag 1937-1938 ·
Amsterdam 1938-1939 ·
Rotterdam 1939-1940 ·
Amsterdam 1940-1941 ·
Amsterdam 1941-1942 ·
Amsterdam 1942-1943 ·
Amsterdam 1944-1945 ·
Den Haag 1945-1946 ·
Apeldoorn 1946-1947 ·
Groningen 1947-1948